# Morgante (personaggio)
Morgante è un personaggio immaginario dell'omonimo poema di Luigi Pulci. Morgante è un gigante che, con altri due fratelli, terrorizza l'abbazia dell'abate Chiaramonte scagliando massi dalla montagna sovrastante; il paladino Orlando, giunto in soccorso dei monaci, uccide i fratelli di Morgante, mentre Morgante si converte alla fede cristiana dopo un sogno premonitore e diventa compagno di Orlando seguendolo in ogni avventura. L'arma che usa il gigante altro non è che il batacchio di una grande campana. 
A dispetto dell'enorme mole, della forza e del coraggio (compie mirabolanti imprese come distruggere una torre e uccidere una balena) viene ucciso a causa del morso di un piccolo granchio mentre stava attraversando il mare camminando sul fondo.
Non si pensi che Morgante sia il protagonista dell'opera, nonostante il titolo. In realtà il protagonista è Orlando insieme agli altri paladini, e Morgante appare solo in una parte dell'opera come un personaggio secondario, sebbene fosse molto amato dal pubblico tanto che il titolo venne imposto a furor di popolo.